# Wilhelm Morgner

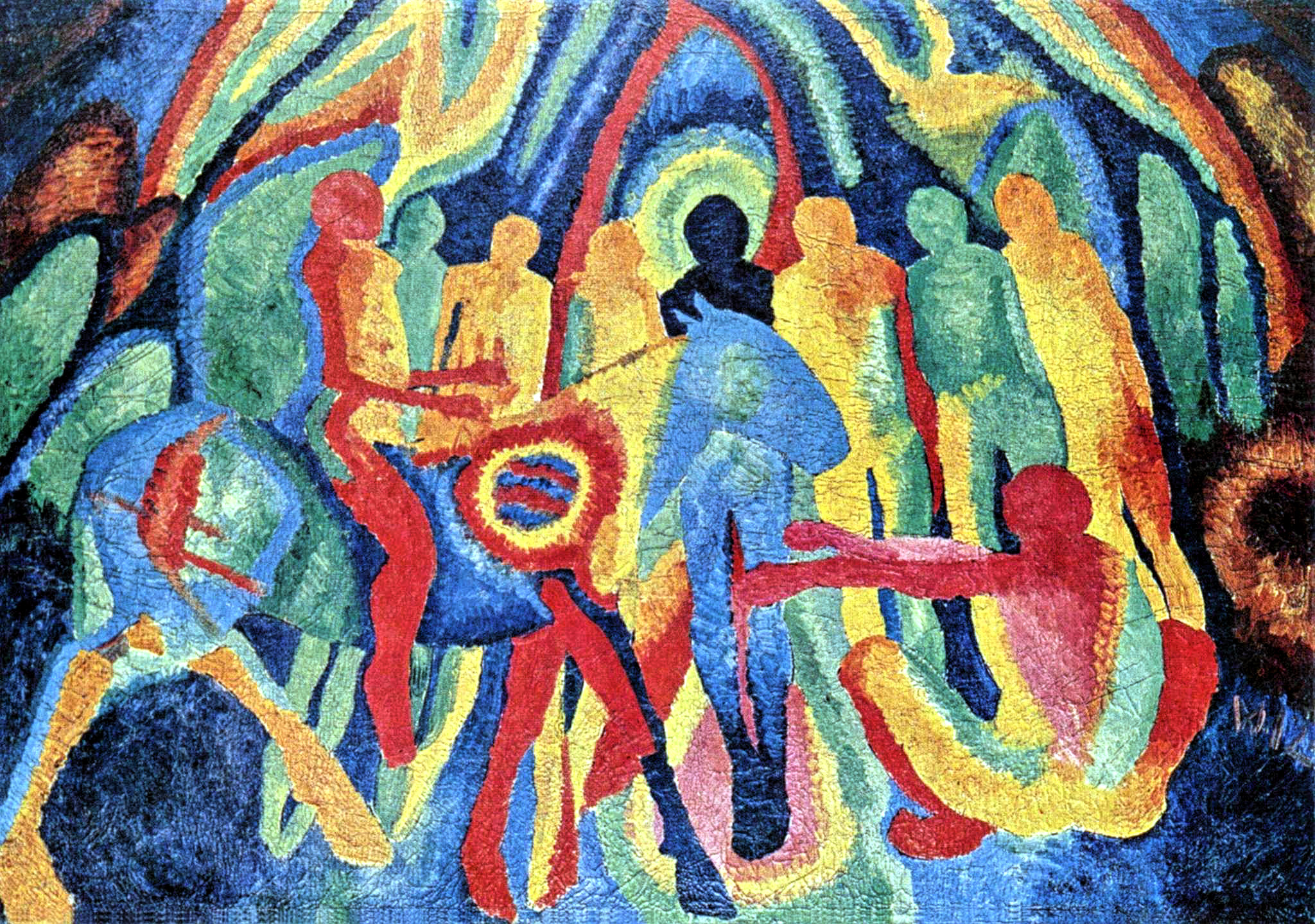
Entrada de Cristo en Jerusalén (1912), de Wilhelm Morgner, Museum am Ostwall, Dortmund.

Wilhelm Morgner (Soest, 27 de enero de 1891 - Langemark, 16 de agosto de 1917) fue un pintor expresionista alemán. Alumno de Georg Tappert, pintor vinculado a la colonia de artistas de Worpswede, cuyo paisajismo lírico le influyó inicialmente, evolucionó más tarde a un estilo más personal y expresivo, influido por el cubismo órfico, donde cobran importancia las líneas de color, con pinceladas puntillistas que se yuxtaponen formando algo parecido a un tapiz. Al acentuar el color y la línea abandonó la profundidad, en composiciones planas donde los objetos se sitúan en paralelo, y las figuras suelen representarse de perfil. Desde 1912 cobró importancia en su obra la temática religiosa, en composiciones casi abstractas, con líneas simples trazadas con el color. Murió en la Primera Guerra Mundial.